# Ignasi Blanch
Ignasi Blanch i Gisbert (Roquetas, Tarragona; 1964) es un ilustrador español. Licenciado en Bellas Artes por la Universidad de Barcelona, vivió tres años en Berlín donde se especializó en técnicas de impresión y grabado en el centro Künstlerhaus Bethanien con la ayuda de dos becas CIRIT de la Generalidad de Cataluña.
Ignasi Blanch, residente en Berlín cuando cayó el muro de Berlín, fue escogido como único representante de España en el proyecto internacional East Side Gallery.
En el año 2000, el Consulado alemán, la Diputación de Tarragona y el Ayuntamiento de Roquetes (Tarragona) tuvieron la iniciativa de reproducir, a escala real, su pintura “PARLO d’AMOR” del proyecto East Side Gallery, en la entrada del Observatorio meteorológico en Roquetes.
Actualmente trabaja como  ilustrador  para  editoriales diversas y también participa en exposiciones y sesiones didácticas en el Salón del Libro Infantil y Juvenil de Saarbrücken, (Alemania) desde el año 2001. Es profesor de ilustración en la Escola de la Dona de la Diputación de Barcelona.